# Eutrichosiphum alnicola
Eutrichosiphum alnicola är en insektsart. Eutrichosiphum alnicola ingår i släktet Eutrichosiphum och familjen långrörsbladlöss. Inga underarter finns listade i Catalogue of Life.